# Sân bay Ulleung
Sân bay Ulleung là một dự án sân bay trên đảo Ulleung, Hàn Quốc.
Sân bay này sẽ được xây dựng để phục vụ các máy bay nhỏ chở đến 60 hành khách. Sân bay sẽ có đường băng dài 1,2 km, rộng 60 mét, chi phí xây dựng là 640 tỷ won (590 triệu USD). 
Theo kế hoạch, sân bay sẽ được khởi công vào năm 2012 và hoàn thành vào năm 2017. Ngoài mục đích kinh tế và du lịch, sân bay bày cũng giúp Hàn Quốc củng cố tuyên bố chủ quyền của mình đối với hòn đảo Dokdo (Liancourt) đang tranh chấp với Nhật Bản.